# Association Sportive de Saint-Étienne Loire 2021-2022 (femminile)
Questa voce raccoglie le informazioni riguardanti la squadra femminile dell'Association Sportive de Saint-Étienne Loire nelle competizioni ufficiali della stagione 2021-2022.

## Maglie e sponsor
La grafica è la stessa adottata dalla squadra maschile del Saint-Étienne e che riprendono i colori sociali del club, il verde e il bianco. Main sponsor è ZeBet, mentre quello tecnico, fornitore delle tenute da gioco, è Le Coq sportif.
| Casa | Trasferta |

## Organigramma societario
Area tecnica
- Allenatore: Jérôme Bonnet
- Vice allenatori: Ludovic Chirat, Hervé Faure
- Preparatore dei portieri: Florent Moulin
- Preparatore atletico: Pierre-Hugues Igonin
- Medico sociale: Rémi Philippot
- Fisioterapisti: Gaëtan Chambost, Antoine Saumet

## Rosa
Rosa, ruoli e numeri di maglia come da sito ufficiale, aggiornati al 22 agosto 2021.
| N. |                    | Ruolo | Calciatrice       |
| -- | ------------------ | ----- | ----------------- |
| 1  | Canada (bandiera)  | P     | Emily Burns       |
| 2  | Marocco (bandiera) | D     | Nesryne El Chad   |
| 3  | Nigeria (bandiera) | A     | Esther Okoronkwo  |
| 4  | Francia (bandiera) | D     | Maud Antoine      |
| 5  | Francia (bandiera) | D     | Léonie Multari    |
| 6  | Francia (bandiera) | C     | Manon Uffren      |
| 7  | Francia (bandiera) | C     | Laura Condon      |
| 8  | Serbia (bandiera)  | C     | Kristina Pantelić |
| 9  | Francia (bandiera) | A     | Laury Jésus       |
| 10 | Turchia (bandiera) | C     | Lalia Storti      |
| 11 | Francia (bandiera) | A     | Audrey Chaumette  |
| 12 | Francia (bandiera) | C     | Adeline Coquard   |

| N. |                    | Ruolo | Calciatrice            |
| -- | ------------------ | ----- | ---------------------- |
| 14 | Francia (bandiera) | C     | Gwaldys Debbache       |
| 15 | Francia (bandiera) | D     | Ninon Blanchard        |
| 16 | Francia (bandiera) | P     | Maryne Gignoux-Soulier |
| 17 | Canada (bandiera)  | D     | Kristen Sakaki         |
| 18 | Francia (bandiera) | A     | Cindy Caputo           |
| 20 | Francia (bandiera) | D     | Chloé Bornes           |
| 22 | Francia (bandiera) | C     | Enola Petit            |
| 23 | Francia (bandiera) | C     | Faustine Bataillard    |
| 29 | Francia (bandiera) | A     | Kelly Gago             |
| 30 | Francia (bandiera) | P     | Andréa Ferrucci        |
|    | Francia (bandiera) | D     | Anne Saverat           |

## Calciomercato

### Sessione estiva
| Acquisti | Acquisti       | Acquisti            | Acquisti   |
| R.       | Nome           | da                  | Modalità   |
| -------- | -------------- | ------------------- | ---------- |
| P        | Emily Burns    | Racing Santander    | definitivo |
| P        | Maryne Gignoux | Digione             | definitivo |
| D        | Élise Bonet    | Digione             | definitivo |
| A        | Cindy Caputo   | Olympique Marsiglia | definitivo |

| Cessioni | Cessioni | Cessioni | Cessioni |
| R.       | Nome     | a        | Modalità |
| -------- | -------- | -------- | -------- |
|          |          |          |          |

## Risultati

### Division 1

#### Girone di andata
| Arbitro: | Laur |

|            |           |            |
| Condon 81’ | Marcatori | 45’ Gilles |

| Arbitro: | Victoria Beyer |

|                                                                     |           |  |
| Macario 18’ Majri 28’ Malard 41’ Laurent 54’ Egurrola 56’ Bacha 84’ | Marcatori |  |

| Arbitro: | Collin |

|  |           |              |
|  | Marcatori | 23’ Borgella |

| Arbitro: | Rochebilière |

|  |           |                                            |
|  | Marcatori | 4’, 25’ Okoronkwo 52’ Caputo 83’ Chaumette |

| Arbitro: | Charlène Laur |

|          |           |                                  |
| Gago 24’ | Marcatori | 45’ Ribadeira 68’ Matéo 88’ Sarr |

| Arbitro: | Clémence Gonçalves |

|                        |           |  |
| Däbritz 43’ Katoto 66’ | Marcatori |  |

| Arbitro: | Rochebilière |

|              |           |                              |
| Okoronkwo 6’ | Marcatori | 90’ Puntigam 90+4’ Petermann |

| Arbitro: | Guillot |

|  |           |                                                  |
|  | Marcatori | 39’ Díaz 45’ Dafeur 57’ Karczewska 90+2’ Kouassi |

| Arbitro: | Gerbel |

|                          |           |                  |
| Battouri 70’ Lahmari 82’ | Marcatori | 21’ (aut.) Léger |

| Arbitro: | Collin |

|            |           |           |
| Cambot 29’ | Marcatori | 76’ Jésus |

| Arbitro: | Benmahammed |

|  |           |                   |
|  | Marcatori | 15’ (rig.) Corboz |

#### Girone di ritorno
| Arbitro: | Elbour |

|                           |           |  |
| Elsig 13’ Robert 15’, 49’ | Marcatori |  |

| Arbitro: | Gabrielle Guillot |

|  |           |                                          |
|  | Marcatori | 10’, 64’, 68’ Katoto 45’ Diani 58’ Dudek |

| Arbitro: | Charlène Laur |

|                               |           |          |
| Multari 41’ (aut.) Thiney 56’ | Marcatori | 23’ Gago |

| Arbitro: | Laur |

|                                       |           |  |
| Lavogez 33’ Herrera 52’ Garbino 90+1’ | Marcatori |  |

| Arbitro: | Siham Benmahammed |

|            |           |            |
| Uffren 73’ | Marcatori | 79’ Malard |

| Arbitro: | Elbour |

|                                                 |           |               |
| Machart-Rabanne 35’ Borgella 46’, 75’ Louis 77’ | Marcatori | 13’ Okoronkwo |

| Arbitro: | Beyer |

|                        |           |                       |
| Chaumette 16’ Gago 72’ | Marcatori | 26’ Dear 90’ Declercq |

| Arbitro: | Gerbel |

|          |           |                                      |
| Gago 64’ | Marcatori | 26’ Renard 36’ Cambot 65’ Teinturier |

| Arbitro: | Guillot |

|                |           |  |
| Dumornay 90+2’ | Marcatori |  |

| Arbitro: | Rochebilière |

|                                          |           |                   |
| Karczewska 48’ (rig.), 60’, 86’ Piga 89’ | Marcatori | 9’ Vidal 23’ Gago |

| Arbitro: | Collin |

|  |           |                           |
|  | Marcatori | 41’, 63’ Avital 85’ Léger |

### Coppa di Francia
| Arbitro: | Beyer |

|                         |           |                                                                                  |
| Okoronkwo 47’ Jésus 63’ | Marcatori | 33’ Robert 36’, 46’ Škorvánková 66’ Mondésir 69’, 75’ Petermann 85’ Mbakem Niaro |

## Statistiche

### Statistiche di squadra
| Competizione     | Punti | In casa | In casa | In casa | In casa | In casa | In casa | In trasferta | In trasferta | In trasferta | In trasferta | In trasferta | In trasferta | Totale | Totale | Totale | Totale | Totale | Totale | DR  |
| Competizione     | Punti | G       | V       | N       | P       | Gf      | Gs      | G            | V            | N            | P            | Gf           | Gs           | G      | V      | N      | P      | Gf     | Gs     | DR  |
| ---------------- | ----- | ------- | ------- | ------- | ------- | ------- | ------- | ------------ | ------------ | ------------ | ------------ | ------------ | ------------ | ------ | ------ | ------ | ------ | ------ | ------ | --- |
| Division 1       | 7     | 11      | 0       | 3       | 8       | 7       | 26      | 11           | 1            | 1            | 9            | 10           | 28           | 22     | 1      | 4      | 17     | 17     | 54     | -37 |
| Coppa di Francia | -     | 1       | 0       | 0       | 1       | 2       | 7       | -            | -            | -            | -            | -            | -            | 1      | 0      | 0      | 1      | 2      | 7      | -5  |
| Totale           | -     | 12      | 0       | 3       | 9       | 9       | 33      | 11           | 1            | 1            | 9            | 10           | 28           | 23     | 1      | 4      | 18     | 19     | 61     | -42 |

### Andamento in campionato
| Giornata  | 1 | 2  | 3  | 4 | 5  | 6  | 7  | 8  | 9  | 10 | 11 | 12 | 13 | 14 | 15 | 16 | 17 | 18 | 19 | 20 | 21 | 22 |
| --------- | - | -- | -- | - | -- | -- | -- | -- | -- | -- | -- | -- | -- | -- | -- | -- | -- | -- | -- | -- | -- | -- |
| Luogo     | C | T  | C  | T | C  | T  | C  | C  | T  | T  | C  | T  | C  | T  | T  | C  | T  | C  | C  | T  | T  | C  |
| Risultato | N | P  | P  | V | P  | P  | P  | P  | P  | N  | P  | P  | P  | P  | P  | N  | P  | N  | P  | P  | P  | P  |
| Posizione | 7 | 10 | 12 | 7 | 10 | 11 | 11 | 12 | 12 | 11 | 11 | 11 | 11 | 11 | 12 | 12 | 12 | 12 | 12 | 12 | 12 | 12 |

Legenda:

Luogo: C = Casa; T = Trasferta. Risultato: V = Vittoria; N = Pareggio; P = Sconfitta.

### Statistiche delle giocatrici
| Giocatore          | Division 1 | Division 1 | Division 1  | Division 1 | Coppa di Francia | Coppa di Francia | Coppa di Francia | Coppa di Francia | Totale   | Totale | Totale      | Totale     |
| Giocatore          | Presenze   | Reti       | Ammonizioni | Espulsioni | Presenze         | Reti             | Ammonizioni      | Espulsioni       | Presenze | Reti   | Ammonizioni | Espulsioni |
| ------------------ | ---------- | ---------- | ----------- | ---------- | ---------------- | ---------------- | ---------------- | ---------------- | -------- | ------ | ----------- | ---------- |
| M. Antoine         | 13         | 0          | 2           | 0          | -                | -                | -                | -                | 13       | 0      | 2           | 0          |
| F. Bataillard      | 2          | 0          | 0           | 0          | 1                | 0                | 0                | 0                | 3        | 0      | 0           | 0          |
| N. Blanchard       | 20         | 0          | 3           | 0          | 1                | 0                | 0                | 0                | 21       | 0      | 3           | 0          |
| E. Bonet           | 20         | 0          | 8           | 0          | 1                | 0                | 0                | 0                | 21       | 0      | 8           | 0          |
| C. Bornes          | 12         | 0          | 2           | 0          | -                | -                | -                | -                | 12       | 0      | 2           | 0          |
| E. Burns           | 10         | -23        | 2           | 0          | 1                | 0                | 0                | 0                | 11       | -23    | 2           | 0          |
| C. Caputo          | 18         | 1          | 5           | 0          | 1                | 0                | 0                | 0                | 19       | 1      | 5           | 0          |
| A. Carchio         | 7          | 0          | 0           | 0          | -                | -                | -                | -                | 7        | 0      | 0           | 0          |
| R. Chartier        | -          | -          | -           | -          | -                | -                | -                | -                | -        | -      | -           | -          |
| A. Chaumette       | 21         | 2          | 1           | 0          | 0                | 0                | 0                | 0                | 21       | 2      | 1           | 0          |
| L. Condon          | 19         | 1          | 6           | 0          | 1                | 0                | 0                | 0                | 20       | 1      | 6           | 0          |
| A. Coquard         | 16         | 0          | 0           | 0          | 0                | 0                | 0                | 0                | 16       | 0      | 0           | 0          |
| L. Dali-Storti     | 9          | 0          | 2           | 0          | -                | -                | -                | -                | 9        | 0      | 2           | 0          |
| G. Debbache        | 13         | 0          | 1           | 0          | 1                | 0                | 0                | 0                | 14       | 0      | 1           | 0          |
| N. El Chad         | 8          | 0          | 0           | 0          | 1                | 0                | 0                | 0                | 9        | 0      | 0           | 0          |
| M. Ferrucci        | 0          | 0          | 0           | 0          | 1                | 0                | 0                | 0                | 1        | 0      | 0           | 0          |
| K. Gago            | 18         | 5          | 5           | 0          | 1                | 0                | 1                | 0                | 19       | 5      | 6           | 0          |
| M. Gignoux-Soulier | 12         | -31        | 2           | 0          | -                | -                | -                | -                | 12       | -31    | 2           | 0          |
| L. Jésus           | 21         | 1          | 1           | 0          | 1                | 1                | 0                | 0                | 22       | 2      | 1           | 0          |
| L. Multari         | 20         | 0          | 4           | 0          | -                | -                | -                | -                | 20       | 0      | 4           | 0          |
| E. Okoronkwo       | 18         | 4          | 0           | 0          | 1                | 1                | 0                | 0                | 19       | 5      | 0           | 0          |
| K. Pantelić        | 11         | 0          | 0           | 0          | 1                | 0                | 0                | 0                | 12       | 0      | 0           | 0          |
| E. Petit           | 4          | 0          | 0           | 0          | -                | -                | -                | -                | 4        | 0      | 0           | 0          |
| K. Sakaki          | 13         | 0          | 0           | 0          | -                | -                | -                | -                | 13       | 0      | 0           | 0          |
| A. Saverat         | -          | -          | -           | -          | -                | -                | -                | -                | -        | -      | -           | -          |
| M. Uffren          | 18         | 1          | 3           | 0          | 1                | 0                | 0                | 0                | 19       | 1      | 3           | 0          |
| J. Vidal           | 8          | 1          | 1           | 0          | -                | -                | -                | -                | 8        | 1      | 1           | 0          |